# Campeonato Sul-Mato-Grossense Série B 2020
In 2020 werd het 21ste Campeonato Sul-Mato-Grossense Série B gespeeld voor voetbalclubs uit de Braziliaanse staat Mato Grosso do Sul. De competitie werd georganiseerd door de FFMS. Vanwege de coronacrisis in Brazilië werd de competitie niet in het kalenderjaar 2020 gespeeld, maar van 10 tot 24 februari 2021. Dourados, dat pas in december 2020 opgericht werd won de titel.

## Eerste fase
| Plaats | Club        | Wed. | W | G | V | Saldo | Ptn. |
| ------ | ----------- | ---- | - | - | - | ----- | ---- |
| 1.     | Dourados    | 4    | 2 | 2 | 0 | 9:2   | 8    |
| 2.     | Três Lagoas | 4    | 2 | 2 | 0 | 9:4   | 8    |
| 3.     | União-ABC   | 4    | 1 | 2 | 1 | 5:6   | 5    |
| 4.     | Novo        | 4    | 1 | 1 | 2 | 5:9   | 4    |
| 5.     | Coxim       | 4    | 0 | 1 | 3 | 1:8   | 1    |

|  | Kampioen, promotie naar Série A 2021 |
|  | Promotie naar Série A 2021           |

### Kampioen
| Campeonato Sul-Mato-Grossense de 2020 - Série B |
| Mato Grosso do Sul                              |
| ----------------------------------------------- |
| DOURADOS Kampioen (1° titel)                    |